# Salzhaff
Salzhaff er et haff og en del af Mecklenburg Bugt, der næsten er adskilt fra Østersøen af halvøen Wustrow og halvøen Boiensdorfer Werder. Det ligger syd for byen Rerik i Mecklenburg-Vorpommern og nordøst for øen Poel i det centrale Mecklenburg . Floden Hellbach løber ud i Salzhaff.
Halvøen Wustrow blev brugt til militære formål, indtil den sovjetiske hær trak sig tilbage i begyndelsen af 1990'erne; nabobugten Kroy i den vestlige del af Salzhaff og den foranliggende sandø Kieler Ort er fredet. Salzhaff er en populær ferie- og afslapningsregion. Det lave vand er velegnet som indgangsområde for sejlere og surfere.
Salzhaff har artsrige strandenge, der blev skabt på grund af regelmæssige oversvømmelser. Disse strandenge tjener også som et botanisk fristed for at bevare planterne. Desuden er mange arter af vandfugle hjemme her.
Ifølge beregninger fra den tyske vejrtjeneste (DWD) har Salzhaff-regionen i gennemsnit 1694 solskinstimer om året.
Saltindholdet i brakvandet i Salzhaff-regionen er 12 promille, hvor idet indre vand generelt har et væsentligt lavere saltindhold. Der er dog en kontinuerlig udveksling af vand med Østersøen gennem en 9 meter dyb kanal. Dette er mellem Kieler Ort og Boiensdorfer Werder. Endvidere tilføres Salzhaff kun lidt ferskvand gennem andre vige. Salzhaff skylder sit navn til denne særlige egenskab og er hovedårsagen til dyre- og planteverdenen, der eksisterer der..